# 平卧碱蓬
平卧碱蓬（学名：Suaeda prostrata）是苋科碱蓬属的植物。分布于西伯利亚、东欧、中亚以及中国大陆的山西、宁夏、陕西、甘肃、内蒙古、河北、新疆、江苏等地，生长于海拔3,200米的地区，常生于重盐碱地，目前尚未由人工引种栽培。